# Cegoñal
Cegoñal es una localidad española del municipio de Valderrueda, en la provincia de León, comunidad autónoma de Castilla y León.
La iglesia está dedicada a san Julián.

## Localidades limítrofes
Confina con las siguientes localidades:
- Al norte con Villacorta.
- Al este con La Espina.
- Al sur con Valcuende.
- Al oeste con Puente Almuhey.
- Al noroeste con Soto de Valderrueda.

## Demografía
Evolución de la población
| Gráfica de evolución demográfica de Cegoñal entre 2000 y 2017      |
|                                                                    |
| Población de derecho (2000-2017) según el padrón municipal del INE |

## Historia
Así se describe a Cegoñal el tomo VI del Diccionario geográfico-estadístico-histórico de España y sus posesiones de Ultramar, obra impulsada por Pascual Madoz a mediados del siglo XIX:

Lugar en la provincia y diócesis de León, partido judicial de Riaño, audiencia territorial y capitanía general de Valladolid, ayuntamiento de Morgobiejo; Situado a la margen izquierda del río Cea en terreno montañoso; su clima es bastante sano. Tiene iglesia parroquial (San Julián mártir) servida por un cura de primer ascenso, y libre colación, y un beneficiado de igual presentación que el curato. Confina N Villacorta; E Valcuende; S Carrizal y O Taranilla. El terreno es de mediana calidad, le fertilizan algún tanto las aguas del Cea; y produce granos, legumbres y pastos; cría ganados, caza de varios animales, y alguna pesca. Población: 39 vecinos, 161 almas. Contribución: con el ayuntamiento.
Diccionario geográfico-estadístico-histórico de España y sus posesiones de Ultramar